# Complexe cathédral arménien de Moscou
Le complexe cathédral arménien de Moscou (arménien : Հայկական տաճարային համալիր ; russe : Армянский храмовый комплекс) est un complexe épiscopal situé à Moscou, à l'angle de l'avenue Olympique et de la rue Trifonovskaïa. Le complexe est ouvert depuis 2013. C'est la résidence du patriarche exarque, à la tête de l'éparchie arménienne de Russie et de Nakhitchevan-sur-le-Don de l'Église apostolique arménienne.

## Histoire

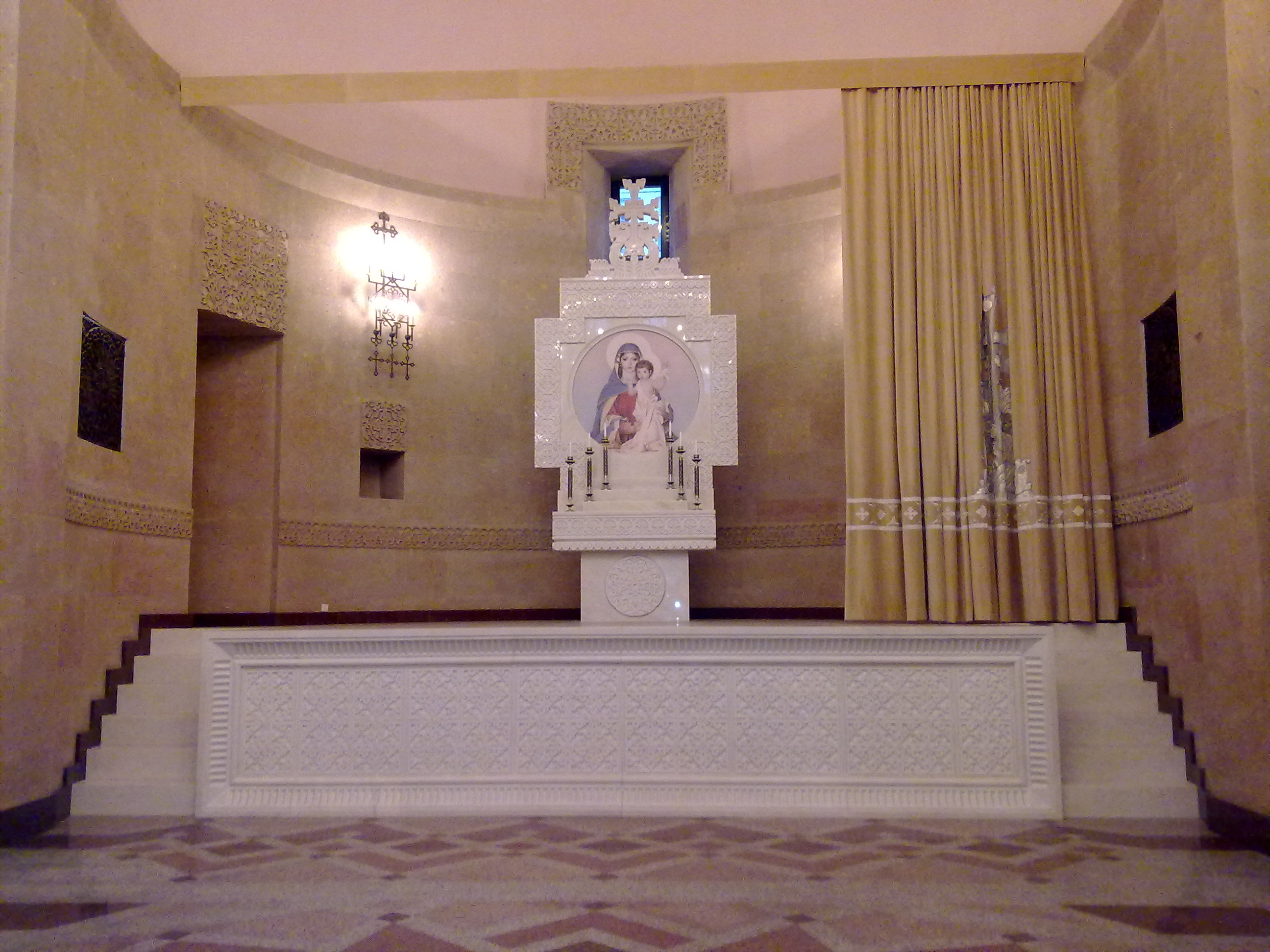
Autel de la chapelle Sainte-Croix, 2010

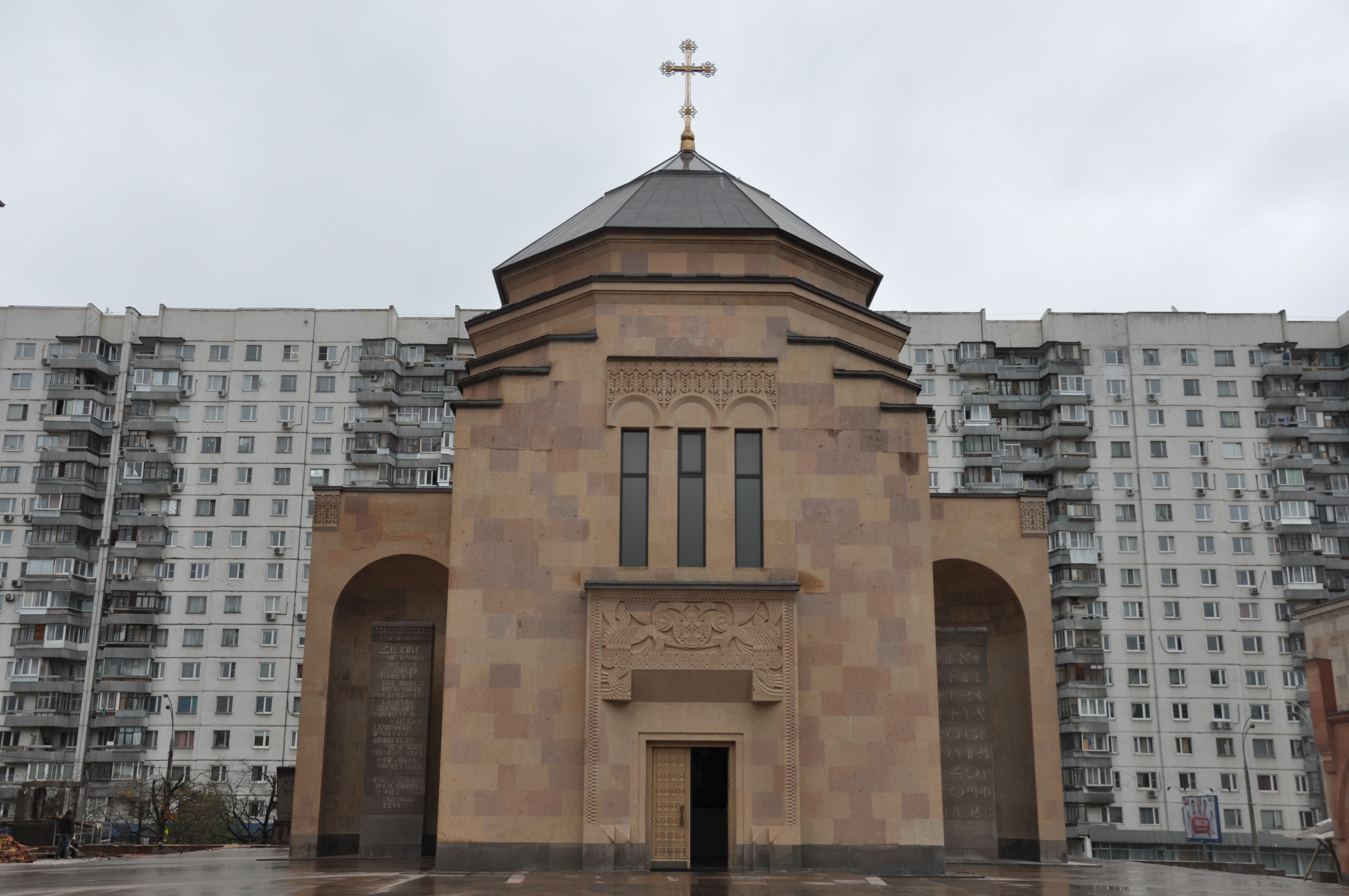
Chapelle Sainte-Croix, 2012

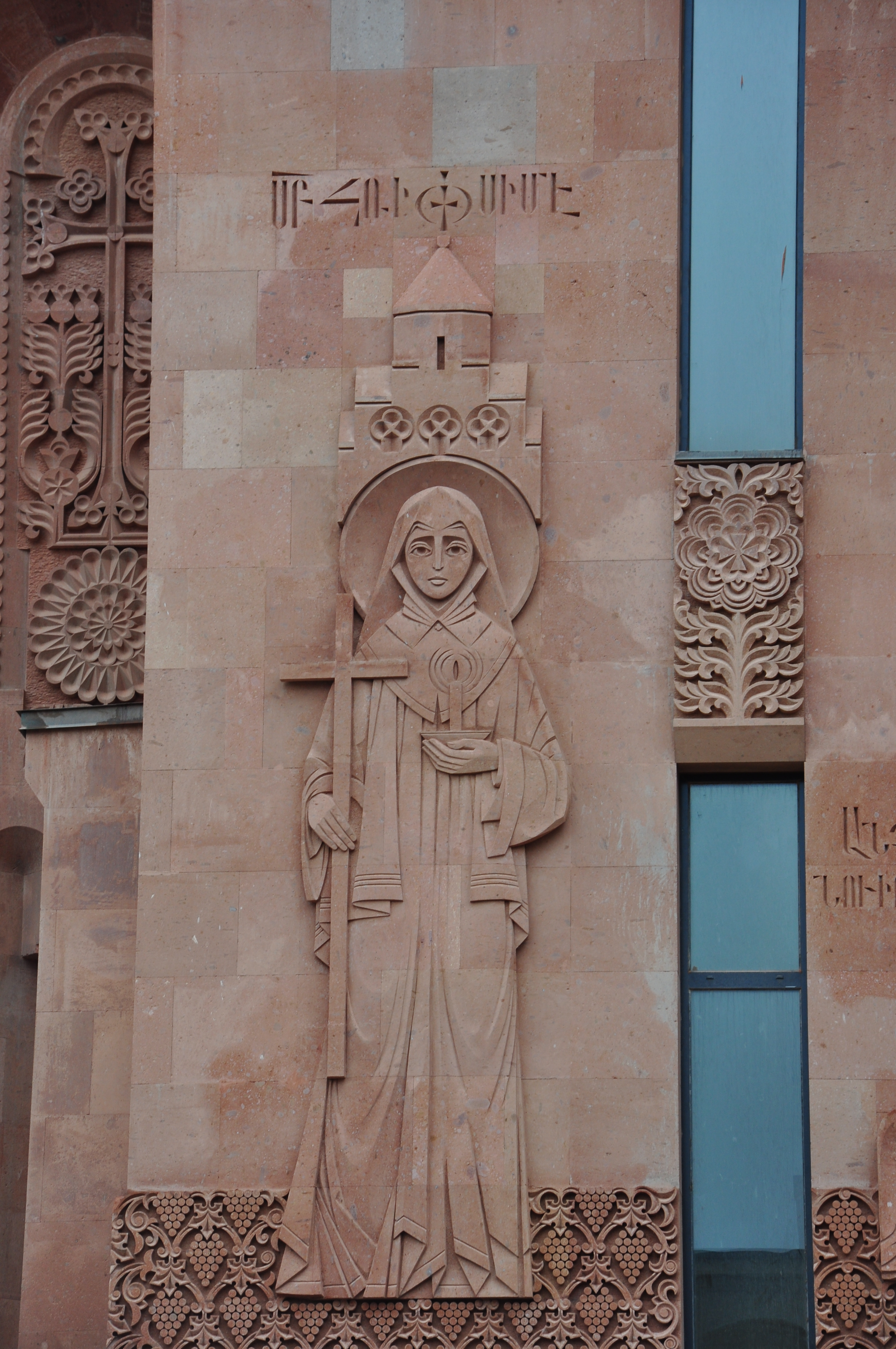
Décoration murale sur la chapelle, 2012

Le site pour la construction du futur complexe cathédral à l'angle de la rue Trifonovskaïa et de l'avenue Olympique a été attribué par le Gouvernement de Moscou en 1996. Les travaux devaient être achevés en 2001. Toutefois la collecte des fonds et la construction elle-même ont été gelés un an plus tôt lorsque l'évêque de l'éparchie russe et du Novo-Nakhitchevan Tiran (Kiouregian) de l'Église apostolique arménienne a été privé de sa fonction après avoir été accusé de détournement de fonds au préjudice du complexe.
Le 16 octobre 2004, les fondations du futur édifice ont été consacrées en présence du patriarche Alexis II de Moscou, du catholicos d'Arménie Garéguine II Nersissian, du maire de Moscou Iouri Loujkov et de l'exarque de l'éparchie russe et du Novo-Nakhitchevan de l'Église apostolique arménienne à Moscou, Ezras (Nersisian).
En 2005, à la suite d'un procédure judiciaire, la condamnation Tiran (Kiouregian) a été contestée et invalidée. Monseigneur Ezras (Nersisian) a annoncé une nouvelle collecte de fonds pour la construction qui a débuté en 2006. L'auteur du projet architectural est Artak Ghulyan (en). Les bas-reliefs sont du ciseau du sculpteur Achot Adamian. Du fait de l'affleurement de la nappe aquifère le projet initial a du être revu et pour la stabilité de l'ensemble il a fallu abandonner quelques annexes du côté de l'avenue Olympique. La construction a duré sept ans et s'est terminée en 2013.
Le 17 septembre 2013, a eu lieu la cérémonie solennelle d'ouverture du complexe cathédral arménien de Moscou. Le président de la république d'Arménie Serge Sarkissian, le catholicos Garéguine II et le patriarche Alexis II de Moscou étaient présents à la cérémonie.

## Architecture
La superficie totale du complexe est de 11 000 m2. La dominante architecturale est la cathédrale de la transfiguration du Seigneur, la plus haute église arménienne du monde et la plus imposante hors d'Arménie : sa hauteur est de 50 mètres. Elle est construite suivant les canons artistiques de l'architecture arménienne. L'édifice est construit sur un traditionnel stylobate en pierre, pavé de granite et de dalles.

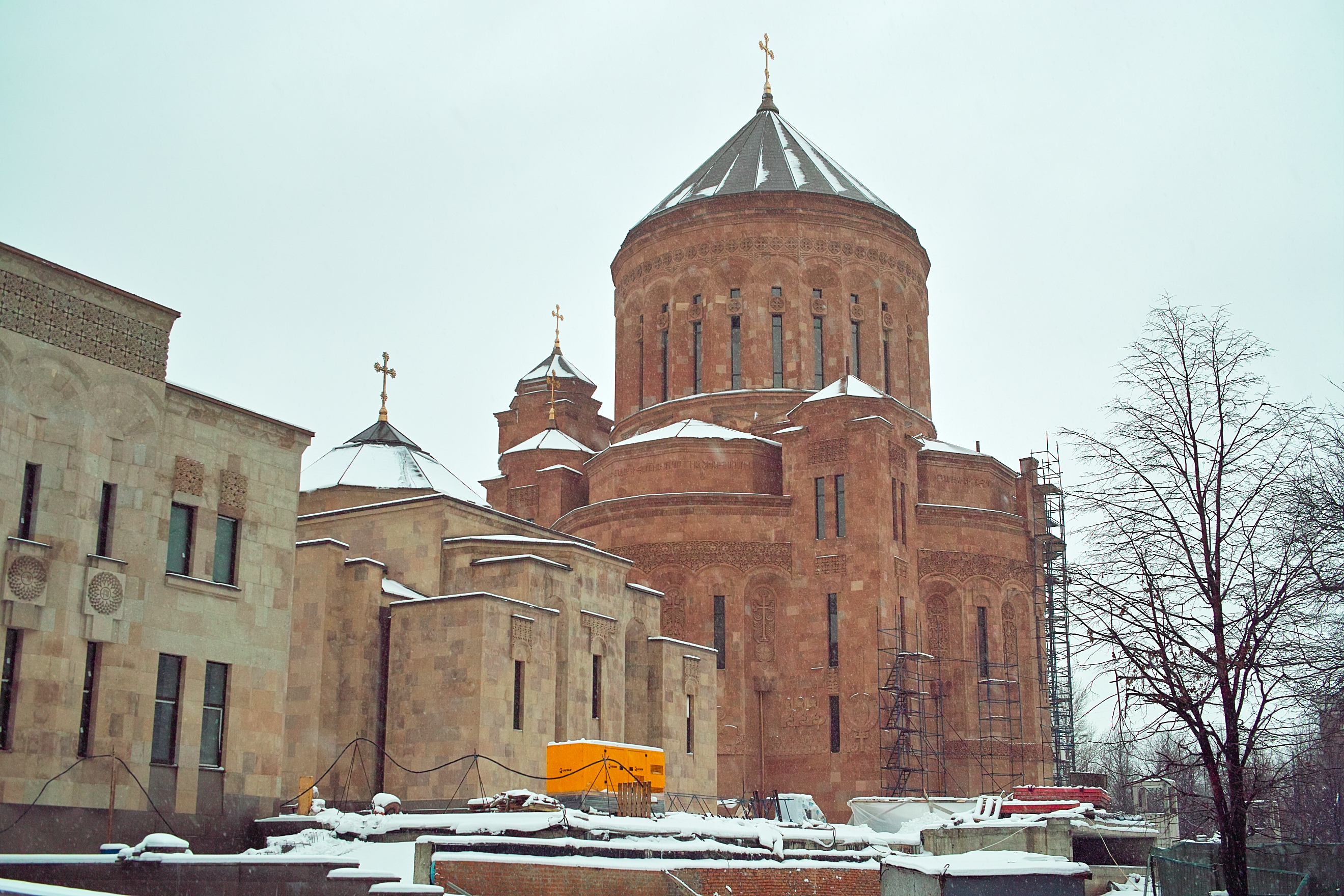
Cathédrale arménienne de Moscou en janvier 2012

Alors que les églises arméniennes sont traditionnellement construite avec une seule coupole, la cathédrale de la transfiguration comprend une grande coupole et cinq petites. C'est ainsi qu'elle s'inscrit organiquement dans l'aspect architectural des églises de Moscou.
Les façades et les parapets de la cathédrale sont garnis de tuffeau de teinte rosée, le sol est en marbre et en granite. L'extérieur et l'intérieur de l'édifice sont décorés de sculptures en pierre du style traditionnel arménien, de khatchkars, de bas-reliefs représentant Jésus-Christ, Marie, les apôtres, des saints chrétiens et arméniens, des anges, des oiseaux. Au-dessus de la porte d'entrée de la cathédrale se trouve une sculpture du visage du Christ avec cette inscription en arménien : « Je suis la porte, celui qui entrera en Moi sera sauvé… ».
L'intérieur de l'édifice se rapproche de la figure d'un cercle et est encadré de sept absides. À une hauteur de 11 mètres se développent un chœur, une galerie et des locaux pour le service. Le tambour de la coupole repose sur huit pylônes. Le chatior est formé de faces triangulaires séparées.
À côté de la cathédrale, sur le territoire du complexe, se trouve la chapelle de la Sainte-Croix (Sourb-Khatch) et le Musée arménien de Moscou et de la culture de la nation. Du côté de la rue Trifonovskaïa, l'entrée est faite d'une porte en tuf dont la teinte est la même que celle du bâtiment de la cathédrale.
L'intérieur de la chapelle est garnie de fresques représentant la Cène et le baptême du Christ. Sur l'autel est représentée la Vierge et l'enfant Jésus.
Le complexe se compose de deux niveaux et de la résidence du catholicos. Les différentes parties du complexe sont :
- La cathédrale de la transfiguration du Seigneur
- La chapelle de la Sainte Croix
- La résidence du catholicos
- Le complexe administratif
- L'hôtellerie
- Le complexe éducatif
- Le Musée arménien de Moscou et de la culture de la nation
- Le parking souterrain

Dans le bâtiment de la résidence se trouvent les appartements du catholicos et de l'exarque, la salle de réunion, les bureaux, l'école du dimanche, la trapeznaïa et les locaux auxiliaires, le centre médical ainsi que les locaux techniques auxiliaires.

## Activités

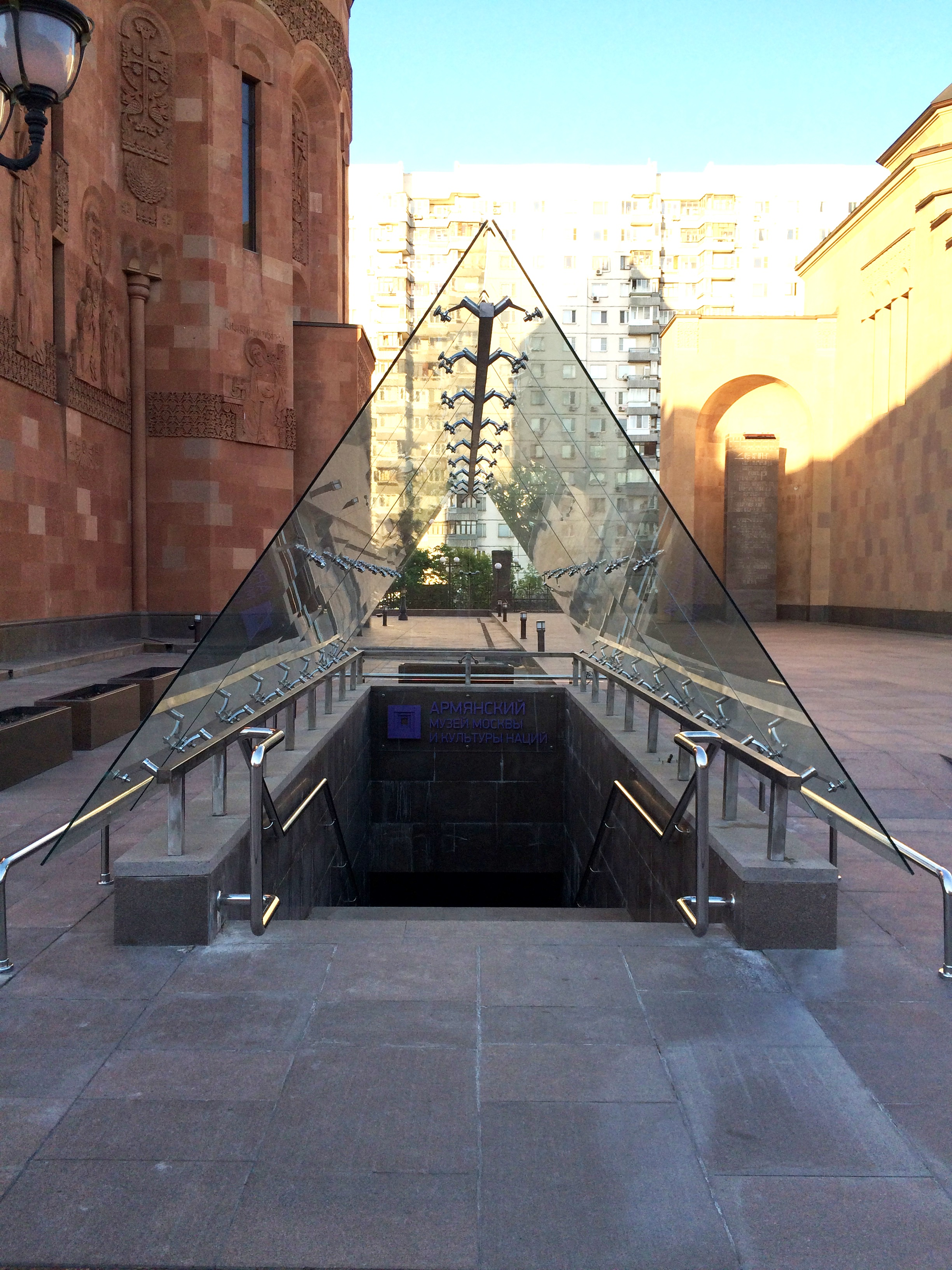
Entrée vers le musée de la culture arménienne en 2015

Le complexe cathédral arménien est considéré comme l'un des centres spirituels des Arméniens de Russie. Depuis 2013, la cathédrale et la chapelle accueillent régulièrement des offices liturgiques, auxquels les représentants de la diaspora arménienne moscovite participent activement.
Sur le territoire du complexe cathédral se déroulent des spectacles artistiques, des expositions consacrées à l'interaction culturelle de l'Arménie en Russie, des rencontres avec des officiels, des commémorations,.
Depuis 2015, le complexe cathédral dispose au musée arménien de Moscou et de culture de la nation de huit salles qui présentent des expositions thématiques: Vie des Arméniens, le Globe, Portraits, Livre interactif, Bibliothèque musicale, Poème Danteakan et Arménien. Un cinéma en relief présente des films sur l'histoire de l'Arménie et sur son peuple.
Au complexe existe également le musée Tapan (signifiant en arménien l'Arche de Noé). L'ouverture du musée a eu lieu lors de la commémoration du 100e anniversaire du génocide arménien dans l'Empire ottoman,. Le musée Tapan accueille des expositions consacrées à la formation de la vie spirituelle des Arméniens en Russie et dans d'autres pays de la diaspora. Ces expositions présentent des manuscrits, des peintures, d'anciennes pièces de monnaie, des médailles, des reliques, des objets liturgiques. Grâce à un écran tactile et à l'holographie le public peut étudier l'alphabet arménien, examiner des cartes d'Arménie, se familiariser avec les collections de musée du monde entier qui sont consacrés à l'Arménie et aux Arméniens. De nombreuses reliques artistiques et spirituelles ont été apportées au musée par des collectionneurs privés de la diaspora arménienne.